# Scyracepon distincta
Scyracepon distincta is een pissebeddensoort uit de familie van de Bopyridae. De wetenschappelijke naam van de soort is voor het eerst geldig gepubliceerd in 2012 door An, Boyko & Yu.